# Eilandsraadverkiezingen Aruba 1967
Op 26 mei 1967 vonden in Aruba verkiezingen plaats voor de eilandsraad van Aruba. 

## Deelnemende partijen
| Lijst | Partij   | Lijsttrekker | Persoonlijke stemmen |
| ----- | -------- | ------------ | -------------------- |
| 1     | AVP      | C.A. Eman    | 3.334                |
| 2     | PPA      | Jossy Tromp  | 1.349                |
| 3     | UNA-P.P. | Max Croes    | 403                  |

## Uitslag

### Stemmen en zetelverdeling
| Partij                                    | Partij                  | 1963      | 1963  | 1963   | 1967      | 1967  | 1967   | verschil | verschil |
| Partij                                    | Partij                  | # stemmen | %     | zetels | # stemmen | %     | zetels | %        | zetels   |
| ----------------------------------------- | ----------------------- | --------- | ----- | ------ | --------- | ----- | ------ | -------- | -------- |
|                                           | PPA                     | 11.662    | 60,33 | 13     | 10.962    | 47,97 | 10     | -6,00    | -3       |
|                                           | AVP                     | 5.668     | 29,32 | 6      | 8.413     | 36,81 | 8      | +48,42   | +2       |
|                                           | UNA-P.P.                | -         | -     | -      | 3.479     | 15,22 | 3      | +15,22   | +3       |
|                                           | UNA                     | 2.001     | 10,35 | 2      | -         | -     | -      | -        | -2       |
|                                           | Totaal                  | 19.331    | 100   | 21     | 22.854    | 100   | 21     |          | 0        |
|                                           | Aantal kiesgerechtigden | 21.160    |       |        | 24.935    |       |        |          |          |
| Bron:Noticiero Oficial, Historia di Aruba |                         |           |       |        |           |       |        |          |          |

Er werd een bestuurscollege gevormd door coalitiepartners AVP en de combinatie UNA-PIA-PRO met een minimale meerderheid van 11 zetels. De eilandsraad in haar nieuwe samenstelling koos op 1 juli 1967 tot gedeputeerde: Dominico Croes, Betico Croes en Caspar Lacle namens AVP; Max Croes namens PIA en Tommy Leest (geen raadslid) namens UNA.
Nadat in 1970 de UNA zich had teruggetrokken wegens onenigheid met AVP, kwamen de partijen PPA, PIA en PRO tot een akkoord voor een nieuw bestuurscollege.

### Samenstelling eilandsraad
| nr. | Eilandsraadlid             | Partij   | Opmerkingen                                                                      |
| --- | -------------------------- | -------- | -------------------------------------------------------------------------------- |
| 1   | dhr. Gustavo Oduber        | PPA      |                                                                                  |
| 2   | dhr. Leo Chance            | PPA      | gekozen met voorkeursstemmen                                                     |
| 3   | dhr. Hubert Dennert        | PPA      | gekozen met voorkeursstemmen                                                     |
| 4   | dhr. Diedrick Mathew       | PPA      | gekozen met voorkeursstemmen                                                     |
| 5   | dhr. Virgilio Kock         | PPA      |                                                                                  |
| 6   | dhr. Coby Alders           | PPA      | in 1970 opgevolgd door J.M. Lacle                                                |
| 7   | dhr. Ernst Finck           | PPA      | gekozen met voorkeursstemmen                                                     |
| 8   | dhr. Osbaldo Croes         | PPA      |                                                                                  |
| 9   | dhr. Bruno Werleman        | PPA      |                                                                                  |
| 10  | dhr. Dominico Tromp        | PPA      |                                                                                  |
| 11  | dhr. C.A. Eman             | AVP      | fractieleider, overleden 13 juli 1967. Als raadslid opgevolgd door E.M. de Kort. |
| 12  | dhr. Dominico Guzman Croes | AVP      | tevens gedeputeerde                                                              |
| 13  | dhr. Casimiro Yarzagaray   | AVP      |                                                                                  |
| 14  | dhr. Albertico Arends      | AVP      |                                                                                  |
| 15  | dhr. Betico Croes          | AVP      | tevens gedeputeerde                                                              |
| 16  | dhr. Caspar Boekhoudt      | AVP      |                                                                                  |
| 17  | dhr. Daniel Leo            | AVP      |                                                                                  |
| 18  | dhr. Caspar Laclé          | AVP      | tevens gedeputeerde                                                              |
| 19  | dhr. Max Croes             | UNA-P.P. | tevens gedeputeerde                                                              |
| 20  | dhr. Apolonio Werleman     | UNA-P.P. | gekozen met voorkeursstemmen                                                     |
| 21  | dhr. Wijkie Maduro         | UNA-P.P. | gekozen met voorkeursstemmen                                                     |